# João de Castro (escritor)
D. João de Vasconcelos Sousa Castro e Melo (Azurara, Vila do Conde, 1871 – Prado, 1955), conhecido literáriamente como D. João de Castro, foi um escritor português que se tornou conhecido como poeta, destacando-se no género do romance psicológico de carácter e na investigação histórica. Fez parte do grupo de escritores "Nefelibatas", juntamente com Júlio Brandão, Raul Brandão, Justino de Montalvão, Alberto d'Oliveira, Eduardo d'Artayett e, ainda, o pintor Inácio de Pinho e o caricaturista Celso Hermínio, entre outros, e para além de publicado inúmeras obras, ainda colaborou em diversas publicações periódicas como O Primeiro de Janeiro,  Branco e Negro  (1896-1898),  Serões  (1901-1911), Acção realista (1924-1926) e Feira da Ladra  (1929-1943).